# Changesonebowie
Changesonebowie é uma coletânea musical de David Bowie.
Em 2003, o álbum foi colocado em 425º lugar na Lista dos 500 melhores álbuns de sempre da Rolling Stones.
| Críticas profissionais                                                      | Críticas profissionais |
| Avaliações da crítica                                                       | Avaliações da crítica  |
| Fonte                                                                       | Avaliação              |
| --------------------------------------------------------------------------- | ---------------------- |
| Allmusic                                                                    | [ 2 ]                  |
| Robert Christgau                                                            | (A)                    |
| Rolling Stone                                                               | (sem nota)             |
| Esta tabela precisa de ser acompanhada por texto em prosa. Consulte o guia. |                        |

## Faixas
Todas canções escritas por David Bowie, exceto onde notado.
Lado 1
1. "Space Oddity" (de Space Oddity, 1969) – 5:14
2. "John, I’m Only Dancing" (do single "John, I’m Only Dancing", 1972) – 2:43 (Versão em sax- 2:41)
3. "Changes" (deHunky Dory, 1971) – 3:33
4. "Ziggy Stardust" (de Ziggy Stardust, 1972) – 3:13
5. "Suffragette City" (de Ziggy Stardust, 1972) – 3:25
6. "The Jean Genie" (de Aladdin Sane, 1973) – 4:03

Side two
1. "Diamond Dogs" (de Diamond Dogs, 1974) – 5:56
2. "Rebel Rebel" (de Diamond Dogs, 1974) – 4:30
3. "Young Americans" (de Young Americans, 1975) – 5:10
4. "Fame" (Bowie, Carlos Alomar, John Lennon) (do single da RCA 2579, 1975) – 3:30
5. "Golden Years" (de Station to Station, 1976) – 3:59